# Cleora exsilata
Cleora exsilata là một loài bướm đêm trong họ Geometridae.